# 中共中央西北局旧址 (临县)
中共中央西北局旧址，位于山西省吕梁市临县林家坪镇南圪垛村，已列为山西省文物保护单位。

## 保护
2016年6月6日，中共中央西北局旧址由山西省人民政府公布为第五批山西省文物保护单位，编号5-146。